# Высоково (Шарьинский район)
Высоково — упразднённая в 2025 году деревня в Шарьинском районе Костромской области России. Входила в состав Шангского сельского поселения.

## География
Урочище находится в восточной части региона, в пределах Ветлужско-Унженской низменности, в подзоне южной тайги, на реке Масленка, при её впадении в р. Чёрная.

### Климат
Климат характеризуется как умеренно континентальный, с холодной снежной зимой и относительно тёплым летом. Среднегодовая температура воздуха — 2,2 °C. Средняя температура воздуха самого холодного месяца (января) — −13,3 °C (абсолютный минимум — −44 °C); самого тёплого месяца (июля) — 17,9 °C (абсолютный максимум — 36 °С). Годовое количество атмосферных осадков — 556 мм, из которых большая часть выпадает в тёплый период. Продолжительность вегетационного периода составляет 120—125 дней.

## История
До 5 января 1874 года Починок Высоково и деревни Прудовка, Кривячка, Починок Вагино по правую нагорную сторону реки Ветлуги около 1600 десятин и в луговой стороне реки Ветлуги 60 десятин принадлежали помещице вдове действительного статского советника Екатерине Лукьяновне Симанской.
7 мая того же года недвижимое имение в Высокове и одна восьмая часть земли разных угодий по купчей крепости перешла во владение крестьянину деревни Починок Высоково Данилу Ивановичу Глушкову, ранее бывшему крестьянину Вятской губернии, Котельничского уезда, Ключевской волости, Починка Губинского.
15 августа 1895 года согласно выписке из крепостной Костромского Нотариального Архива книги по Ветлужскому уезду за 1895 год № 21 стр. 33 и 34 № 17 заключён договор купчей крепости в нотариальной конторе города Кологрива на следующих условиях: Данило Иванович Глушков продал крестьянину «однодеревенцу» (из купчей) Акинфию Васильевичу (моему прадеду) и больничному надзирателю отставному Ефиму Васильевичу Созиновым в общее их равномерное владение 100 десятин с находящейся на продаваемой земле старой избой и 60 десятин в луговой стороне реки Ветлуги за 300 рублей серебром.
Деревня Высоково строилась вдоль речки Масленки. От впадения её в речку Чёрную до впадения в Масленку Крутого Лога на 800 метров протянулась главная улица деревни. Посредине улицы под прямым углом вправо была Новая улица. Деревню долго называли ещё Симанское по фамилии помещицы и Вяткой по месту происхождения поселенцев.
В начале XX века стали отделяться на хутора. В полутора километрах от Высокова появились деревня Княжево, хутор Красавино и хутор Ивановский. В 1902 году в Высокове значилось 34 хозяйства и 248 человек населения, из которых 112 мужчин и 136 женщин. А в 1916 году 44 постройки и 291 человек жителей (137 мужчин и 154 женщины).
Во времена коллективизации в деревне был образован колхоз «Сила».
В 1950-х годах произошло укрупнение колхозов, и колхоз «Сила» вошёл в колхоз им. Сталина, объединивший 16 деревень позднее стал называться «Знамя труда».
В 2001 году выехала в деревню Кривячка последняя жительница Высокова Созинова Лидия Петровна.
Исключена из учётных данных в 2025 году.

## Население
| 2008 | 2010 | 2014 |
| ---- | ---- | ---- |
| 1    | ↘0   | →0   |

## Инфраструктура
Было развито коллективное хозяйство, личное подсобное хозяйство с зоной сельскохозяйственного использования, была индивидуальная застройка усадебного типа. В колхозе были построены конюшня, ферма, свинарник, овчарник, ток, рига, склады, овощехранилище, пожарная, кузница, начальная школа.

## Транспорт
Просёлочная дорога.